# Організація кримськотатарського національного руху
Організація кримськотатарського національного руху (ОКНР) була спадкоємицею Центральної ініціативної групи пізнього радянського періоду. На чолі з Мустафою Джемілєвим група відмовилась від усталених норм руху за громадянські права кримських татар; на відміну від Національного руху кримських татар, який вважав депортацію та маргіналізацію кримських татар ревізіоністським відхиленням від власне ленінських цінностей, ОКНР вороже ставилася до комунізму і не вважала відновлення Кримської АРСР основною складовою національної реабілітації. Таким чином, група отримала підтримку Заходу, а її членів підтримували основні радянські дисидентські групи. Багато членів сучасного Курултаю та Меджлісу є колишніми членами ОКНР.